# Pokémon Mystery Dungeon
Pokémon Mystery Dungeon to seria gier wideo będących spin-offem głównej serii Pokémon, stworzona przez Spike Chunsoft (dawniej Chunsoft). Gry zawierają fikcyjne stworzenia zwane Pokémonami, które potrafią mówić językiem ludzkim. Gry polegają na nawigowaniu przez losowo wygenerowane lochy za pomocą ruchów turowych. Do marca 2020 roku opublikowanych zostało w sumie jedenaście gier na pięciu konsolach (wliczając warianty gier), a także adaptacje manga i animowane odcinki jako część serii anime Pokémon.
Gry te opierają się na lochach (mystery dungeons, "tajemnicze lochy" z języka angielskiego), w których mapa pięter jest losowo generowana. W lochach gracze walczą z innymi Pokémonami zdobywając przedmioty i znajdując schody na kolejne piętro, wychodząc z lochu po ustalonej liczbie pięter.

## Rozgrywka
Gracz wciela się w rolę Pokémona, który został przekształcony z człowieka, odnalezionego przez partnera Pokémona gracza na początku gry. Przed rozpoczęciem gry gracz wykonuje test osobowości, który decyduje o tym, którym Pokémonem będzie grać. Wyjątkiem są gry Pokémon Mystery Dungeon: Adventure Team oraz Pokémon Mystery Dungeon: Gates to Infinity, gdzie to gracz musi wybrać Pokémona, którym będzie grać. W grach Pokémon Super Mystery Dungeon i Pokémon Mystery Dungeon: Rescue Team DX gracz może dobrowolnie zadecydować, czy chce zmienić Pokémona po zakończonym teście osobowości. Rozgrywka opiera się na klasycznej grze roguelike, w której gracz porusza się po losowo generowanym lochu ze swoją drużyną Pokémonów. Ruszanie się i działanie jest turowe; gracz może używać podstawowych ataków, ruchów specjalnych i przedmiotów. Gra rozpoczyna się z jednym Pokémonem-partnerem, ale gracz może rekrutować inne Pokémony, które spotka w lochu, do swojej drużyny po misjach.

## Tworzenie gier
Tsunekazu Ishihara wcześniej pracował z firmą Chunsoft. Jedną z gier stworzonych przez tę firmę było Tetris 2 + Bombliss. Ishihara był producentem tej gry. Spotkał on Koichi Nakamurę, który był reżyserem gry. Przed opracowaniem Pokémon Mystery Dungeon: Blue Rescue Team i Red Rescue Team, Ishihara grał w kilka gier z serii Mystery Dungeon, a mianowicie Torneko no Daibōken: Fushigi no Dungeon i był pod wrażeniem głębi i jakości tego gatunku. Tworzenie pierwszej gry rozpoczęło się po tym jak Seiichiro Nagahata and Shin-ichiro Tomie skontaktowali się z Ishiharą zgodzili się pracować nad łatwiejszą wersją gatunku dla głównych fanów Pokémonów. Podczas tworzenia Blue i Red Rescue Team, Kouji Maruta, jeden z programistów tych dwóch gier, który wcześniej pracował nad EarthBound i Shiren the Wanderer 2: Oni Invasion! Shiren Castle!, stwierdził, że firma przeszła przez złe wyniki biznesowe, ponieważ pracownicy Chunsoft stopniowo opuszczali firmę z tego powodu. Sukces gry nie tylko pomógł zwiększyć popularność serii Mystery Dungeon, ale także pomógł firmie Chunsoft uniknąć bankructwa.

## Gry
| Tytuł                                                              | Pierwotna data wydania | Platformy                    |
| ------------------------------------------------------------------ | ---------------------- | ---------------------------- |
| Pokémon Mystery Dungeon: Blue Rescue Team i Red Rescue Team        | 17 listopada 2005      | Game Boy Advance Nintendo DS |
| Pokémon Mystery Dungeon: Explorers of Time i Explorers of Darkness | 13 września 2007       | Nintendo DS                  |
| Pokémon Mystery Dungeon: Explorers of Sky                          | 18 kwietnia 2009       | Nintendo DS                  |
| Pokémon Mystery Dungeon: Adventure Team                            | 4 sierpnia 2009        | Wii (WiiWare)                |
| Pokémon Mystery Dungeon: Gates to Infinity                         | 23 listopada 2012      | Nintendo 3DS                 |
| Pokémon Super Mystery Dungeon                                      | 17 września 2015       | Nintendo 3DS                 |
| Pokémon Mystery Dungeon: Rescue Team DX                            | 6 marca 2020           | Nintendo Switch              |

Wszystkie gry zostały stworzone przez firmę Spike Chunsoft, zwaną Chunsoft przed 2012 rokiem, i zostały opublikowane przez The Pokémon Company na terenie Japonii oraz przez Nintendo w reszcie świata.

## Odbiór
| Gra                                            | Metacritic |
| ---------------------------------------------- | ---------- |
| Pokémon Mystery Dungeon: Red Rescue Team       | 67/100     |
| Pokémon Mystery Dungeon: Blue Rescue Team      | 62/100     |
| Pokémon Mystery Dungeon: Explorers of Time     | 60/100     |
| Pokémon Mystery Dungeon: Explorers of Darkness | 59/100     |
| Pokémon Mystery Dungeon: Explorers of Sky      | 54/100     |
| Pokémon Mystery Dungeon: Gates to Infinity     | 59/100     |
| Pokémon Super Mystery Dungeon                  | 69/100     |
| Pokémon Mystery Dungeon: Rescue Team DX        | 69/100     |

Wszystkie gry otrzymały średnie recenzje według serwisu Metacritic. Według serwisu, najlepiej ocenianą grą są Pokémon Super Mystery Dungeon i Pokémon Mystery Dungeon: Rescue Team DX, które otrzymały średnią ocenę 69 na 100. Najgorzej ocenianą grą jest Pokémon Mystery Dungeon: Explorers of Sky, która otrzymała średnią ocenę 54 na 100.